# Vladislav Vasilyev
Vladislav Olegovich Vasilyev (tiếng Nga: Владислав Олегович Васильев; sinh ngày 27 tháng 7 năm 1999) là một cầu thủ bóng đá người Nga thi đấu cho SFC CRFSO Smolensk.

## Sự nghiệp câu lạc bộ
Anh có màn ra mắt tại Giải bóng đá chuyên nghiệp quốc gia Nga cho SFC CRFSO Smolensk vào ngày 2 tháng 4 năm 2018 trong trận đấu với FC Tekstilshchik Ivanovo.